# Skeletocutis stramentica
Skeletocutis stramentica är en svampart som först beskrevs av Gordon Herriot Cunningham, och fick sitt nu gällande namn av Rajchenb. 1995. Skeletocutis stramentica ingår i släktet Skeletocutis och familjen Polyporaceae.   Inga underarter finns listade i Catalogue of Life.